# Olga Michailowna Burowa
Olga Michailowna Burowa, früher Olga Michailowna Pachomowa (russisch Ольга Михайловна Бурова bzw. Ольга Михайловна Пахомова; * 8. Juli 1984) ist eine russische Sommerbiathletin, die in der Disziplin Crosslauf startet.
Olga Burowa nahm von 2003 bis 2005 drei Jahre in Folge an den Juniorinnenwettbewerben der Sommerbiathlon-Weltmeisterschaften teil. 2003 wurde sie in Forni Avoltri Fünfte des Sprints, gewann Bronze hinter Switlana Krikontschuk und Tetjana Lytowtschenko im Verfolgungsrennen, erreichte den vierten Platz im Massenstartrennen und gewann mit Anna Sotnikowa und Natalja Solowjowa den Titel im Staffelrennen. Es folgte die Teilnahme 2004 in Osrblie, wo Burowa Siebte des Sprints, Fünfte der Verfolgung und im Staffelrennen wurde. Im Massenstartrennen wurde sie disqualifiziert. 2005 trat die Russin nochmals in Muonio an. Nach einem 15. Platz im Sprint wurde sie Siebte der Verfolgung und Achte des Massenstartrennens. Mit Nadeschda Starik und Irina Borowskich gewann sie zudem Bronze mit der russischen Staffel.
2005 in Bystřice nahm Burowa erstmals an den Sommerbiathlon-Europameisterschaften der Frauen teil, dabei gewann sie zwei Medaillen. Sie holte den Titel im Sprint und mit Anna Sotnikowa, Dmitri Nikiforow und Timur Nurmejew den Titel im Mixed-Staffelrennen vor den Staffeln aus Deutschland und Tschechien. Bei Sommerbiathlon-Europameisterschaften 2007 gewann Borowa in Tyssowez hinter Solowjowa und Krikontschuk die Bronzemedaille im Sprint. 2009 wurde sie in Nové Město na Moravě Siebte des Sprintrennens und gewann hinter Iryna Babezkaja und Tatjana Belkina die Bronzemedaille im Massenstartrennen. In Otepää bei den Sommerbiathlon-Weltmeisterschaften 2007 war Burowa ebenfalls am Start und lief auf die Plätze zehn im Sprint und 15 im Massenstart. Nach einem Jahr Pause trat sie in Oberhof erneut zu den Sommerbiathlon-Weltmeisterschaften 2009 an und belegte die Plätze 15 im Sprint und zehn in der Verfolgung. Die EM des Jahres beendete sie als Siebte des Sprints und mit dem Gewinn der Bronzemedaille im Massenstartrennen hinter Iryna Babezkaja und Tatjana Belkina. Bei den Sommerbiathlon-Europameisterschaften 2011 in Martell belegte Burowa die Plätze zehn in Sprint und Verfolgung.